# 34. Jahrhundert v. Chr.
Portal Geschichte | Portal Biografien | Aktuelle Ereignisse | Jahreskalender | Tagesartikel

◄ |
5. Jt. v. Chr. |
4. Jahrtausend v. Chr. | 3. Jt. v. Chr.  ►

◄ |
36. Jh. v. Chr. |
35. Jh. v. Chr. |
34. Jahrhundert v. Chr. |
33. Jh. v. Chr. |
32. Jh. v. Chr. |
►

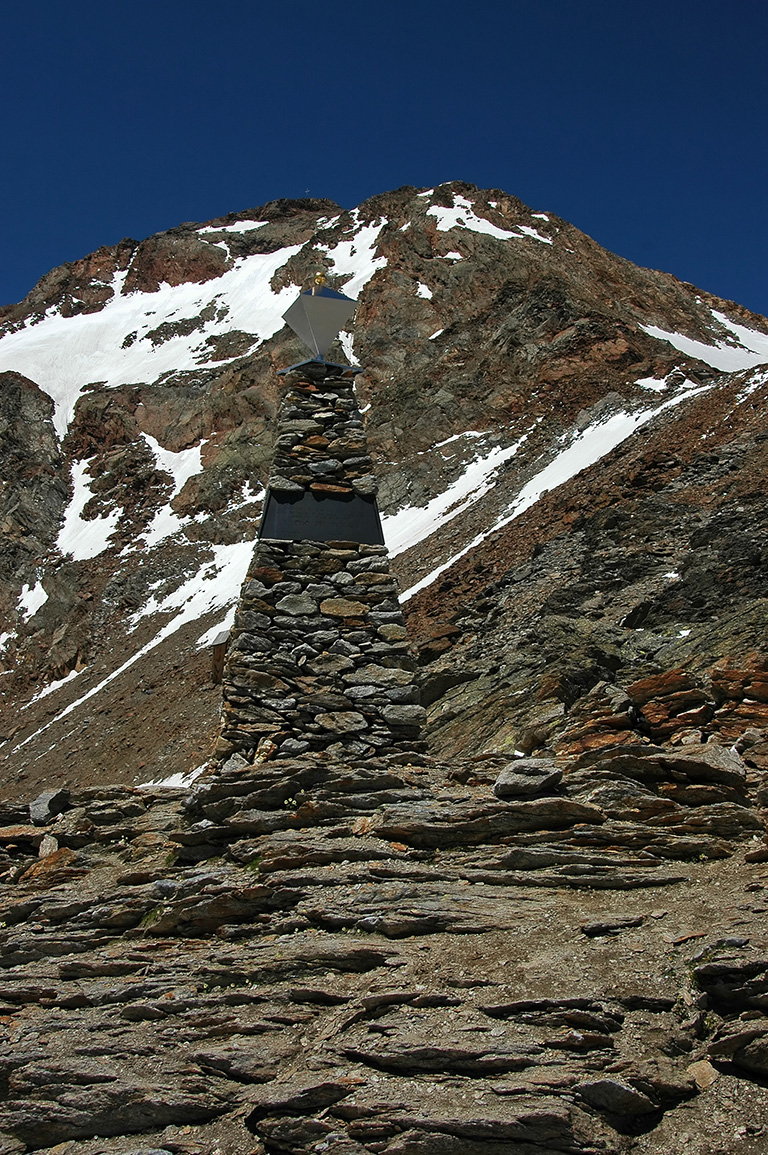
Ötzi-Denkmal am Tisenjoch

Das 34. Jahrhundert v. Chr. begann am 1. Januar 3400 v. Chr. und endete am 31. Dezember 3301 v. Chr. Dies entspricht dem Zeitraum 5350 bis 5251 vor heute oder dem Intervall 4605 bis 4545 Radiokohlenstoffjahre.

## Zeitalter/Epoche
- Subboreal (ab 3710 bis 450 v. Chr.).
- Spätneolithikum (3500 bis 2800 v. Chr.) in Mitteleuropa.

## Erfindungen und Entdeckungen
- um 3400 v. Chr. erscheinen piktographische Vorgänger der Proto-Keilschrift, also einfache bildliche Darstellungen zur Verwaltung, in Mesopotamien[1], die sich um 2700 v. Chr. zur Keilschrift entwickelte[2]

## Persönlichkeiten
- Nach den Berechnungen von James Legge wurde Fu Xi 3322 v. Chr. geboren.
- Ötzi, die spätere Gletschermumie, lebte Berechnungen zufolge um 3340 v. Chr.

## Archäologische Kulturen

### Kulturen in Nordafrika
- Tenerium (5200 bis 2500 v. Chr.) in der Ténéré-Wüste mit Fundstätte Gobero
- Nubien:
  - A-Gruppe (3800 bis 3100 v. Chr.)

- Ägypten:
  - Naqada-II-Periode (3500 bis 3200 v. Chr.) in Ägypten mit kulturellem Ballungsraum in Hierakonpolis

### Kulturen in Mesopotamien und im Nahen Osten
- Dschiroft-Kultur (4000 bis 1000 v. Chr.) im Iran
- Um 3400 v. Chr. beginnt die Späturuk-Zeit (3400 bis 3000 v. Chr.) in Mesopotamien (Sumer), in der sich erstmals städtische Lebensform bildeten. Die Stadt Uruk war damals die führende Stadt[3]
- Einzelfundstätten:
  - Ninive (ab 6500 v. Chr.) im Norden Mesopotamiens – Ninive 3 bzw. Gaura A
  - Tappe Sialk (6000 bis 2500 v. Chr.) im Iran – Sialk III
  - Amuq (6000 bis 2900 v. Chr.) in der Türkei – Amuq F
  - Tell Brak (6000 bis 1360 v. Chr.) in Syrien – TW 18-19
  - Mersin (5400 bis 2900 v. Chr.) in Anatolien – Mersin 15
  - Eridu (ab 5300 bis ca. 1950 v. Chr.) in Mesopotamien – Eridu 8-6
  - Tappa Gaura (5000 bis 1500 v. Chr.) im Norden Mesopotamiens – Gaura 11-10
  - Tell Chuera (5000 bis 1200 v. Chr.) in Syrien
  - Tell Hamoukar (4500 bis 2000 v. Chr.) in Syrien
  - Arslantepe in der Türkei – Periode VII
  - Tepe Yahya im Iran – Proto-Elamitische Periode IV C (3400 bis 3000 v. Chr.)
  - Susa im Iran (ab 4000 v. Chr.) – Susa II
  - Tell Hammam et-Turkman in Syrien – Vb

### Kulturen in Ostasien
- China:
  - Dadiwan-Kultur (5800 bis 3000 v. Chr.), oberer Gelber Fluss
  - Yangshao-Kultur (5000 bis 2000 v. Chr.), Zentral- und Nordchina: Miaodigou-Phase – (zirka 4000 bis 3000 v. Chr.)
  - Hongshan-Kultur (4700 bis 2900 v. Chr.), Nordostchina
  - Die Daxi-Kultur (4400 bis 3300 v. Chr.) am mittleren Jangtsekiang klingt am Ende des Jahrhunderts aus
  - Dawenkou-Kultur (4100 bis 2600 v. Chr.), entlang Gelbem Meer
  - Beiyinyangying-Kultur (4000 bis 3000 v. Chr.), unterer Jangtsekiang
  - Songze-Kultur (3900 bis 3200 v. Chr.), unterer Jangtsekiang
  - Miaozigou-Kultur (3500 bis 3000 v. Chr.)
  - Yingpu-Kultur (3500 bis 2000 v. Chr.) in Taiwan
  - Einsetzen der Liangzhu-Kultur (3400/3300 bis 2200 v. Chr.) in Südostchina
- Vietnam:
  - Đa Bút-Kultur (4000 bis 1700 v. Chr.)
- Korea:
  - Mittlere Jeulmun-Zeit (3500 bis 2000 v. Chr.)
- Japan:
  - Frühe Jōmon-Zeit (Jōmon III – 4000 bis 3000/2500 v. Chr.) mit den ersten größeren Siedlungen

### Kulturen in Südasien
- Industal:
  - Amri-Kultur (4. und 3. Jahrtausend v. Chr.)
  - Indus-Kultur:
    - Kalibangan I (3500 bis 2800 v. Chr.)
    - Kot Diji (3400 bis 2650 v. Chr.)
- Belutschistan:
  - Mehrgarh:
    - Periode IV (3500 bis 3250/3200 v. Chr.)

  - Nal-Kultur (3800 bis 2200 v. Chr.)

### Kulturen in Nordasien
- Sibirien:
  - Afanassjewo-Kultur im Süden Sibiriens (3500 bis 2500 v. Chr.)
- Kasachstan:
  - Botai-Kultur (3700 bis 3100 v. Chr.)

### Kulturen in Europa
- Nordeuropa:
  - Bootaxtkultur (4200 bis 2000 v. Chr.) in Skandinavien und im Baltikum
- Nordosteuropa:
  - Memel-Kultur (7000 bis 3000 v. Chr.) in Polen, Litauen und Belarus
  - Grübchenkeramische Kultur (4200 bis 2000 v. Chr. – Radiokarbonmethode: 5600 bis 2300 v. Chr.) in Norwegen, Schweden, Baltikum, Russland und Ukraine
  - Rzucewo-Kultur (5300 bis 1750 v. Chr.) im Baltikum und in Polen
  - Narva-Kultur (5300 bis 1750 v. Chr.) in Estland, Lettland und Litauen
- Osteuropa:
  - Kurgan-Kulturen (5000 bis 3000 v. Chr.) in Kasachstan und in Osteuropa (Russland, Ukraine):
  - Jamnaja-Kultur (3600 bis 2300 v. Chr.) in Russland und in der Ukraine
  - Kura-Araxes-Kultur (3500/3000 bis 2000/1900 v. Chr.) im Kaukasus
- Südosteuropa:
  - Cucuteni-Kultur (4800 bis 3200 v. Chr.) in Rumänien, Moldawien und in der Ukraine – Tripolje Phase C2 (3500 bis 3200 v. Chr.)
  - Cernavodă-Kultur (4000 bis 3200 v. Chr.) in Rumänien, Moldawien und Ukraine
  - Coţofeni-Kultur (3500 bis 2500 v. Chr.) in Rumänien
  - Kreta – frühminoische Vorpalastzeit gemäß Warren und Hankey (1989) – FM I (3650/3500 bis 3000 v. Chr.)[4] Laut Manning (1995) liegt der Beginn des FM I jedoch wesentlich später, nämlich erst bei 3100/3000 v. Chr.;[5] in der niedrigen und in der hohen Datierung erfolgt er bereits bei 3300 v. Chr.
- Mitteleuropa:
  - Trichterbecherkultur (nördliches Mitteleuropa) – 4200 bis 2800 v. Chr.
  - Die Altheimer Gruppe in Bayern (3800 bis 3400/3300 v. Chr.) geht zu Ende
  - Chamer Kultur – Bayern, Tschechien, Österreich – 3500 bis 2700 v. Chr.
  - Um 3373 v. Chr. Ende der Frühesten Boleraz der Badener Kultur – Mittel-Donauraum
  - Mondseekultur – Salzkammergut – 3770 bis 3200 v. Chr.
  - Wartberg-Kultur in Nordhessen – 3500 bis 2800 v. Chr.
  - Einsetzen der Salzmünder Kultur (3400 bis 3000 v. Chr.) in Deutschland, der
  - Remedello-Kultur (3400 bis 2400 v. Chr.) in Norditalien und der
  - Vlaardingen-Kultur (3350 bis 1950 v. Chr.) in den Niederlanden
- Westeuropa:
  - Kultur der Unstan Ware (3600/3500 bis 3200 v. Chr.) in Schottland
  - Beginn der Peterborough Ware (3400 bis 2500 v. Chr.) in Großbritannien und der
  - Grooved Ware in Großbritannien und Irland (3400 bis 2000 v. Chr.)
  - Chassey-Lagozza-Cortaillod-Kultur (4600 bis 2400 v. Chr.) in Frankreich, Schweiz und Italien
  - Megalithkulturen:
    - Frankreich (4700 bis 2000 v. Chr.)
    - Iberische Halbinsel (4000 bis 2000 v. Chr.) – Spanien und Portugal
    - Sardinien: Ozieri-Kultur (4000 bis 3200 v. Chr.)
    - Malta: Ġgantija-Phase der Tempelperiode (3600 bis 3300/3000 v. Chr.)

### Kulturen in Amerika
- Nord- und Zentralamerika:
  - Archaische Periode. Errichtung von Mounds in den östlichen Waldgebieten ab 4000 v. Chr.
  - Coxcatlán-Phase (5000–3400 v. Chr.) in Tehuacán (Mexiko)
- Südamerika:
  - Chinchorro-Kultur (7020 bis 1500 v. Chr.) in Nordchile und Südperu
  - Valdivia-Kultur (3950 bis 1750 v. Chr.) in Ecuador